# Frederic Crosset
Frederic Crosset   (Verviers, 6 d'abril de 1975), més conegut com a Fred Crosset, és un antic pilot de trial belga que fou deu vegades consecutives campió de Bèlgica (1996-2005) i dues dels Estats Units (2001-2002), sempre com a pilot oficial de Gas Gas. El seu germà Daniel ja havia guanyat diversos campionats de Bèlgica immediatament abans d'ell. Actualment, Fred Crosset dirigeix la seva empresa Circus Trial Tour, especialitzada en espectacles d'exhibició de free style divers (trial, Freestyle Motocross, BMX i altres).

## Trajectòria esportiva
Fred Crosset va començar a destacar en competició el 1996 en obtenir el seu primer Campionat de Bèlgica, just després del darrer aconseguit pel seu germà Daniel, que en va guanyar vuit de consecutius entre el 1988 i el 1995. Fred va revalidar el seu títol des d'aleshores fins a nou vegades més i aconseguí així el seu total de deu campionats belgues. Al Campionat d'Europa hi acabà en quarta posició final el 1997, en la cinquena el 1998 i en la tercera el 1999.
El 2001 es va traslladar als Estats Units per a competir en el campionat d'aquell país. La diferència de nivell entre el campionat europeu i l'americà era considerable i Crosset va guanyar fàcilment les quatre primeres proves, fins que Ryon Bell el va superar a la de Nova York; Geoff Aaron va guanyar després a Nou Mèxic i Crosset tornà a ser segon; finalment, dues noves victòries del belga a Nebraska li van atorgar el campionat. La temporada del 2002 va començar amb dues victòries a Florida de Geoff Aaron, però tot seguit Crosset va obtenir set victòries i va revalidar el seu títol.
Tornat a Europa després del seu bienni triomfal als Estats Units, Crosset fou cinquè al Campionat d'Europa del 2003.

## Palmarès
- 10 Campionats de Bèlgica de trial (1996-2005)
- 2 Campionats dels EUA de trial (2001-2002)